# 1451

سنة 1451 كانت سنة بسيطة تبدأ يوم الجمعة حسب التقويم اليولياني.

## أحداث
- محمد الفاتح يتولى الحكم في الدولة العثمانية.
- تأسيس مدينة تسليه وتقع حاليا في سلوفينيا.

## مواليد
- الملكة إيزابيلا الأولى
- جيمس الثالث ملك اسكتلندا
- كريستوفر كولومبوس

## وفيات
- بدر الدين العيني
- مراد الثاني
- ابن طي الفقعاني